# Jovica Tasevski – Eternijan
Jovica Tasevski – Eternijan (Skoplje, 25. srpnja 1976.) je makedonski pjesnik, esejist i književni kritičar. 
Diplomirao je opću i komparativnu književnost na Filološkom fakultetu "Blaže Koneski" - Skoplje. Član je Društva na pisatelite na Makedonija (Друштво на писателите на Македонија), makedonskog društva pisaca.

Radi u NUBU "Sv. Kliment Ohridski" - Skoplje i urednik je časopisa za književnost, kulturu i umjetnost "Stremež" iz Prilepa.

## Djela
- Нешто се слуша (poezija, 1995.)
- Визии. Глагол (poezija, 1997.)
- Веда (poezija, 1998.)
- Постојното, плимата (kritike, eseji i studije, 2000.)
- Клатно (poezija, 2001.)
- Небесни стражи (poezija, 2004.)
- Посоки и огледи (kritike, eseji i studije, 2006.)

S Majom Apostolskom priredio je izbor iz suvremene makedonske poezije s biblijskim, religioznim i apokrifnim motivima, koji je izašao kao tematski broj (11. prosinca 2000.) u časopisu Stremežu. 

Sastavio je i antologiju mlade makedonske poezije "Neidentifikovana nebeska dojka" (2002.). 
Njegova poezija je zastupljena u nekoliko antologija i objavljena na više jezika.